# Николаос Драмалис
Николаос Драмалис (на гръцки: Νικόλαος Δράμαλης) е гръцки революционер, участник в Гръцката война за независимост.

## Биография
Роден в района на Драма в края на XVIII век, заради което носи прякора Драмалис, тоест Драмалия. При избухването на Войната за независимост участва в Халкидическото въстание под командването на Емануил Папас. След неуспеха на север, заминава за Южна Гърция и участва в много сражения. Няколко пъти е ранен. Установява се в Навплио и след формирането на редовната армия е вписан като офицер втори клас. При управлението на Йоанис Каподистрияс (1828 - 1831) е повишен в офицер. През 1831 година след поемането на властта от Августинос Каподистрияс, Николаос Драмалис заедно със служителите след служба в Националната гвардия Димитриос Панас, Йоанис Фармакис, Пиниос, Василиос Атанасиу, Анастас Българин, Василиос Бусгос, Димитриос Триандафилинас и Георгиос Каладзис минават на страната на антиправителствените сили, което води до оставката на Каподистрияс на 23 март 1832 година.